# Jalkosensaari
Jalkosensaari är en ö i Finland. Den ligger i Lätäseno och i kommunen Enontekis i den ekonomiska regionen  Fjäll-Lappland  och landskapet Lappland, i den norra delen av landet, 900 km norr om huvudstaden Helsingfors. Öns area är 4,6 hektar och dess största längd är 390 meter i sydöst-nordvästlig riktning.